# Любовь, аддикция и марафоны
«Любовь, аддикция и марафоны» — дебютный студийный альбом группы «Три дня дождя» в жанре альтернативный рок. Был выпущен 21 февраля 2020 года на независимом лейбле через Believe Digital. В 2023 году получил продолжение – «melancholia».

## Описание
Трек-лист альбома состоит из 11 песен общей длительностью 32 минуты. В релизе приняли участие Playingtheangel, Роки и Ray-D как гостевые исполнители.

## Отзывы
Алексей Мажаев (InterMedia)
Музыкальный критик Алексей Мажаев из агентства InterMedia в своей рецензии на релиз повествует о нерелевантности формулы «секса, наркотиков и рок-н-ролла» среди зарубежных рок-музыкантов 1960—1970х годов, называя это «неким традиционным штампом, реальный смысл которого давно утрачен». По его словам, они вели себя намного сдержаннее, однако данное поведение было вызвано не незаинтересованностью в этих «трёх источниках, трёх составных частях». Наоборот, как было выяснено из их мемуаров, они пользовались этими вещами на полную катушку, а сдерживала их цензура и железный занавес. Рецензент повествует о том, что в те года никто из советской молодёжи не вслушивался в слова рок-композиций, так как их подкупала бешеная энергетика и дух свободы, приводя в пример песню The Beatles «Ob-La-Di, Ob-La-Da». По его словам, если бы для них текст имел сколь-нибудь малейшее значение, о «сексе, наркотиках и рок-н-ролле» они бы узнали намного раньше.
Мажаев называет тогдашний русский рок «полуподпольным», из-за чего он не смог перенять того зарубежного духа и драйва. У советских музыкантов не было достойной аппаратуры, инструментов и умения играть; зато было достаточно философских размышлений, начитанности и духовности. Именно поэтому советские рокеры делали упор на умные тексты, в которых наркотикам, сексу и другим аспектам разгульной рокерской жизни практически не уделялось внимания. Также своё брала подсознательно ограничивающая музыкантов боязнь цензоров, хотя в то время их уже не было.
Резюмируя сказанное ранее, рецензент констатирует, что новое поколение музыкантов из интернета не знакомо с цензурой как таковой, поэтому позволяет себе отрываться на полную. Мажаев считает, что группа «Три дня дождя» с их новым альбомом «Любовь, аддикция и марафоны» — это, вероятно, то, что соответствует избитой триаде, пришедшее в мир с опозданием на 50 лет. Они создают привязчивую музыку без цензуры и скучной философии. Их волнуют именно те вещи, о которых строится весь текст его рецензии.

## Победы и номинации
В 2022 году трек «Демоны» ставший саундтреком для сериала «Пингвины моей мамы» победил в номинации «Лучший саундтрек сериала» в Национальной премии в области веб-индустрии организованной VK

## Список композиций
Слова и музыка всех песен — Глеб Викторов.
| №                   | Название                           | Длительность |
| ------------------- | ---------------------------------- | ------------ |
| 1.                  | «Демоны»                           | 3:24         |
| 2.                  | «Малышка рок-н-ролл»               | 3:29         |
| 3.                  | «Про любовь»                       | 2:16         |
| 4.                  | «Скучно» (при уч. Playingtheangel) | 3:04         |
| 5.                  | «Слабый человек»                   | 2:50         |
| 6.                  | «Безразличие»                      | 2:57         |
| 7.                  | «Марафоны» (при уч. Роки)          | 2:27         |
| 8.                  | «Твоя постель» (при уч. Ray-D)     | 2:55         |
| 9.                  | «Прогулка»                         | 3:26         |
| 10.                 | «Осень и алкоголь»                 | 3:12         |
| 11.                 | «Флешмоб»                          | 2:20         |
| Общая длительность: | Общая длительность:                | 32:20        |